# Ernst Nitzschke

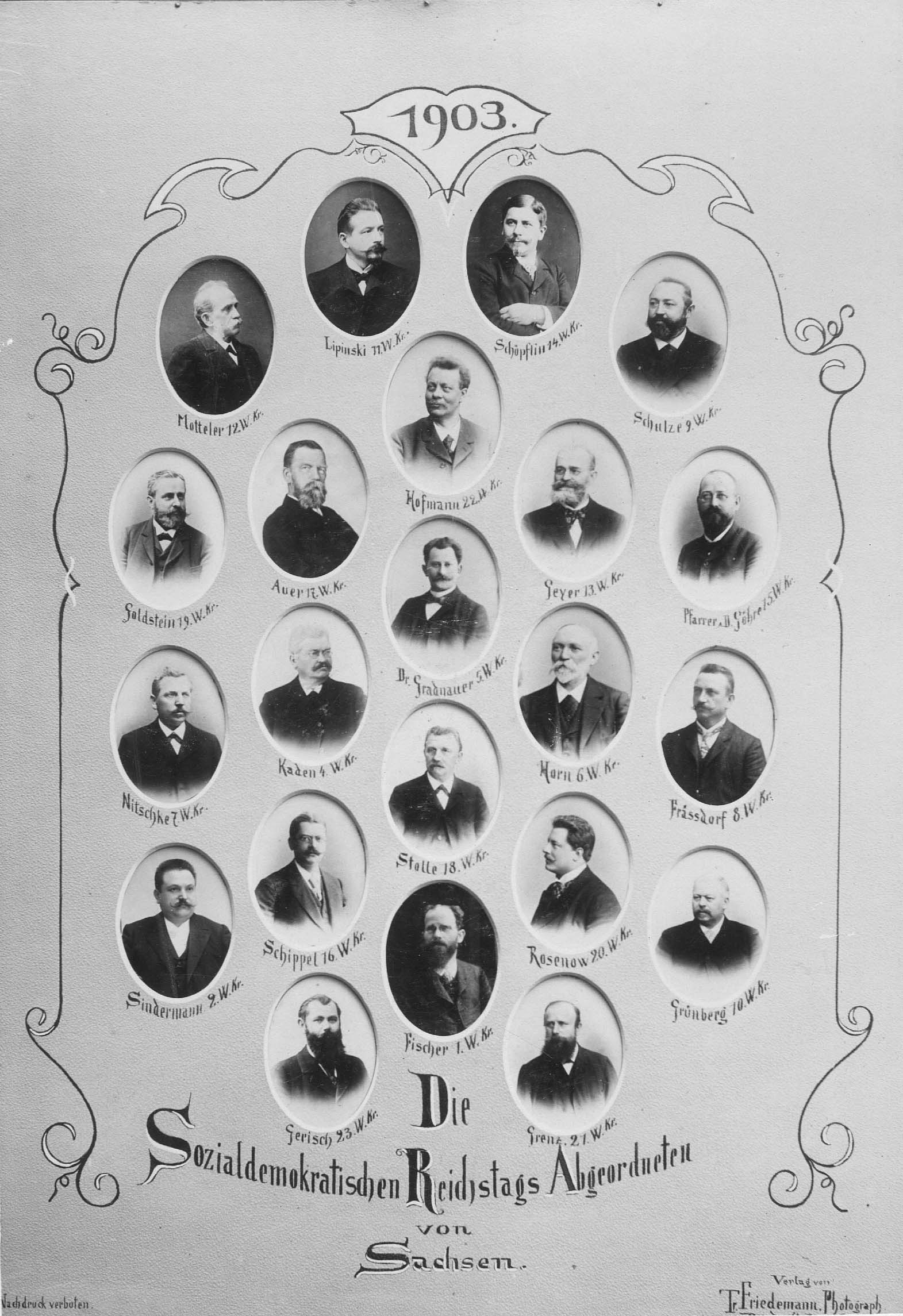
Ernst Nitzschke (dritte Reihe von oben, links) und die anderen sächsischen Reichstagsabgeordneten, 1903

August Ernst Nitzschke (* 23. Juli 1855 in Großenhain; † 12. Dezember 1924 in Riesa) war ein deutscher Weber, Gastwirt und Mitglied des Deutschen Reichstags (SPD).

## Leben
Nitzschke besuchte von 1862 bis 1869 die Volksschule in Großenhain. Danach war er bis 1892 in der Textilindustrie (in der Appretur und als Weber) beschäftigt und ab 1892 als Gastwirt tätig. Von 1884 bis 1891 war er Vorsitzender und von 1892 an Kassierer einer freien Hilfskasse.
Von 1903 bis 1907 war er Mitglied des Deutschen Reichstags für den Wahlkreis Königreich Sachsen 7 Meißen, Großenhain, Riesa und die SPD.